# Váté písky
Váté písky este o arie protejată (arie specială de conservare — SAC, sit de importanță comunitară — SCI) din Republica Cehă întinsă pe o suprafață de 63,43 ha, integral pe uscat.

## Localizare
Centrul sitului Váté písky este situat la coordonatele 48°55′10″N 17°15′14″E / 48.919444°N 17.253889°E.

## Înființare
Situl Váté písky a fost declarat sit de importanță comunitară în aprilie 2005 pentru a proteja un număr necunoscut de specii din flora spontană și fauna sălbatică aflate în arealul zonei. Situl a fost protejat și ca arie specială de conservare în decembrie 2019.

## Biodiversitate
Situată în ecoregiunea panonică, aria protejată conține 2 habitate naturale: Vegetație psamofilă uscată cu pășuni deschise de Corynephorus și Agrostis, Stepe panonice nisipoase.
La baza desemnării sitului se află un număr nedeclarat de specii protejate.